# 이집트집박쥐
이집트집박쥐(Pipistrellus deserti)는 애기박쥐과에 속하는 박쥐의 일종이다. 알제리와 이집트, 리비아, 수단에서 발견되며, 부르키나 파소와 가나, 케냐, 나이지리아, 세네갈 그리고 소말리아에서도 서식하는 것으로 추정된다. 자연 서식지는 암반 지대와 뜨거운 사막 그리고 도시 지역이다. 벤다(Benda) 등(2015년)에 의해, 쿨집박쥐의 이명으로 간주되기도 한다.